# ساین‌شاند
ساین‌شاند (به زبان مغولی: Сайншанд، [Sajnšand]؛ ᠰᠠᠶᠢᠨᠱᠠᠩᠳᠠ، [sayinšaŋda]) شهر، شهرستان، و مرکز اداری استان دورنوغوبی در کشور مغولستان است. ساین‌شاند ۲٬۳۴۲٫۸۰ کیلومترمربع مساحت و ۲۸٬۰۹۷ نفر جمعیت (در سال ۲۰۲۲) دارد.
سابقا پر سال ۱۹۹۷ میلادی ساین‌شاند دارای ۱۱٬۱۰۰ نفر جمعیت بوده که 
در سال ۲۰۰۸ با رشدی معادل +۴٫۲% (۱۴٬۱۱۰ نفر)، تعداد سکنه‌های آن به ۲۵٬۲۱۰، و در سال ۲۰۲۲ میلادی، به ۲۸٬۰۹۷  رسیده‌است.

## تقسیمات اداری
شهرستان ساین‌شاند متشکل از ۸ قصبه (باغ) می‌باشد، که بجز یکی از آنان، این‌ها نام‌گذاری نشده‌اند. این قصبه‌ها موسوم به «قصبهٔ ۱ام» الی «قصبهٔ ۸ام» می‌باشند.  قصبهٔ ۵ام به نام زیر می‌باشد:
- جون‌بایان (مغولی: Зүүнбаян баг، [Züünbajan bag]؛ ᠵᠡᠭᠦᠨ ᠪᠠᠶᠠᠨ ᠪᠠᠭ، [jegün bayan baɣ])

از سایر قصبه‌ها، قصبه‌های ۱ام، ۲ام، و ۳ام شامل منطقهٔ اصلیِ شهری ساین‌شاند می‌شوند. قصبهٔ ۴ام، ۶ام، ۷ام، و ۸ام شامل مناطق شهری حومه‌ای و شمالیِ شهر می‌شوند.